# Anne Page
Pour les articles homonymes, voir Page.
Anne Page, née le 26 février 1909 et morte le 12 janvier 1993 à Springfield (Pennsylvanie), est une joueuse de tennis et de squash représentant les États-Unis. Elle est championne des États-Unis à quatre reprises entre 1936 et 1947. Elle est intronisée au temple de la renommée du squash des États-Unis  en 2007.

## Biographie
Anne Page s'est avérée être une référence dans les premières années du squash féminin américain. Elle remporte quatre titres, jouant habituellement contre sa rivale Cecile Bowes, avec une interruption de six années causée par la deuxième guerre mondiale.

## Palmarès

### Titres
- Championnats des États-Unis : 4 titres (1936, 1937, 1939, 1947)